# Relaciones Italia-Reino Unido

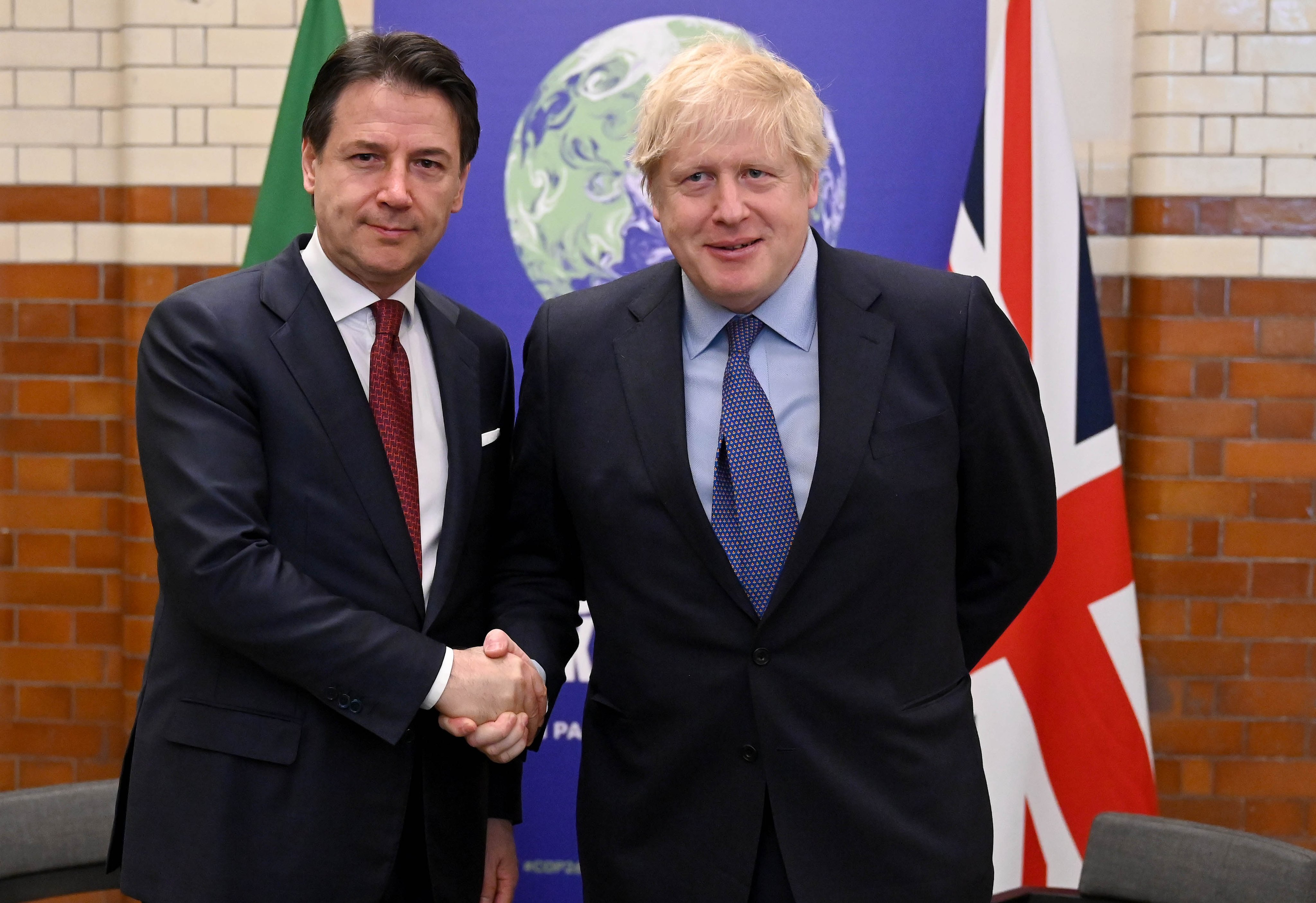
Prime ministers Boris Johnson (right) and Giuseppe Conte (left) in London at the launch of COP26 in February 2020, although it was postponed a year.

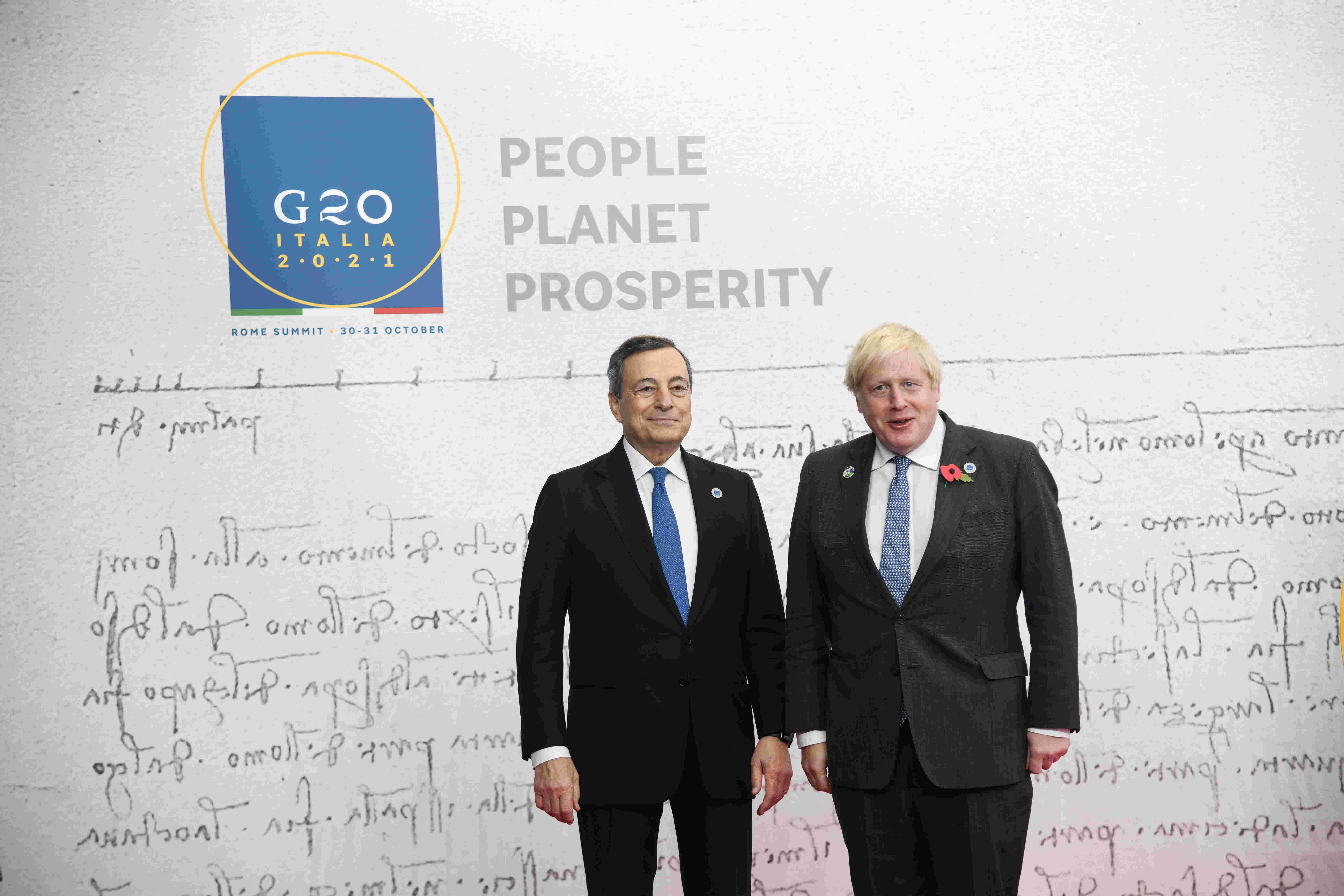
El primer ministro italiano Mario Draghi y el primer ministro británico Boris Johnson en el 2021 G20 Rome summit.

Las relaciones Italia-Reino Unido, también conocidas como relaciones anglo-italianas o relaciones italo-británicas, son las relaciones internacionales entre la República Italiana y el Reino Unido de Gran Bretaña e Irlanda del Norte. Las relaciones bilaterales entre Italia y el Reino Unido son cálidas y excepcionalmente fuertes.

## Comparación entre países
|                        | Italia                                                                                         | Reino Unido |
| ---------------------- | ---------------------------------------------------------------------------------------------- | --- |
| Escudo de armas        |                                                                                                | |
| Población              | 60,317,116 (2020 estimate)                                                                     | 67,081,000 (2020 estimate) |
| Área                   | 301,340 km² (116,350 sq mi)                                                                    | 243,610 km² (94,060 sq mi) |
| Densidad de población  | 201.3/km² (521.4/sq mi)                                                                        | 255.6/km² (661.9/sq mi) |
| Capital                | Roma                                                                                           | Londres |
| Ciudad más grande      | Roma – 2,860,009 (4,342,212 Metro)                                                             | Londres – 8,982,000 (14,370,000 Metro) |
| Gobierno               | República constitucional unitaria parlamentaria                                                | Monarquía constitucional unitaria parlamentaria |
| Líder actual           | Presidente Sergio Mattarella Primera ministra Giorgia Meloni                                   | Rey Carlos III Primer ministro Keir Starmer |
| Idiomas oficiales      | Italiano                                                                                       | Inglés |
| Religiones principales | 83.3% Cristianismo, 12.4% Sin religión, 3.7% Islam, 0.2 % Budismo, 0.1 % Hinduismo, 0.3% otras | 59.4 % Cristianismo, 25.7 % Sin religión, 7.8 % Sin declarar, 4.4 % Islam, 1.3% Hinduismo, 0.7 % Sijismo, 0.4 % Judaísmo, 0.4 % Budismo (2011)                                                   |
| Grupos étnicos         | 91.5% Italianos, 8.5% others                                                                   | 87% Blancos (81.9% Británicos blancos), 7% Británicos asiáticos (2.3 % Indios, 1.9 % Pakistaníes, 0.7 % Bangladesíes, 0.7 % Chinos, 1.4 % (Otros asiáticos), 3 % Negros, 2 % Multirracial (2011) |
| GDP (nominal)          | US$2.106 trillion ($34,997 per cápita)                                                         | US$3.124 trillion ($46,344 per cápita) |

## Historia

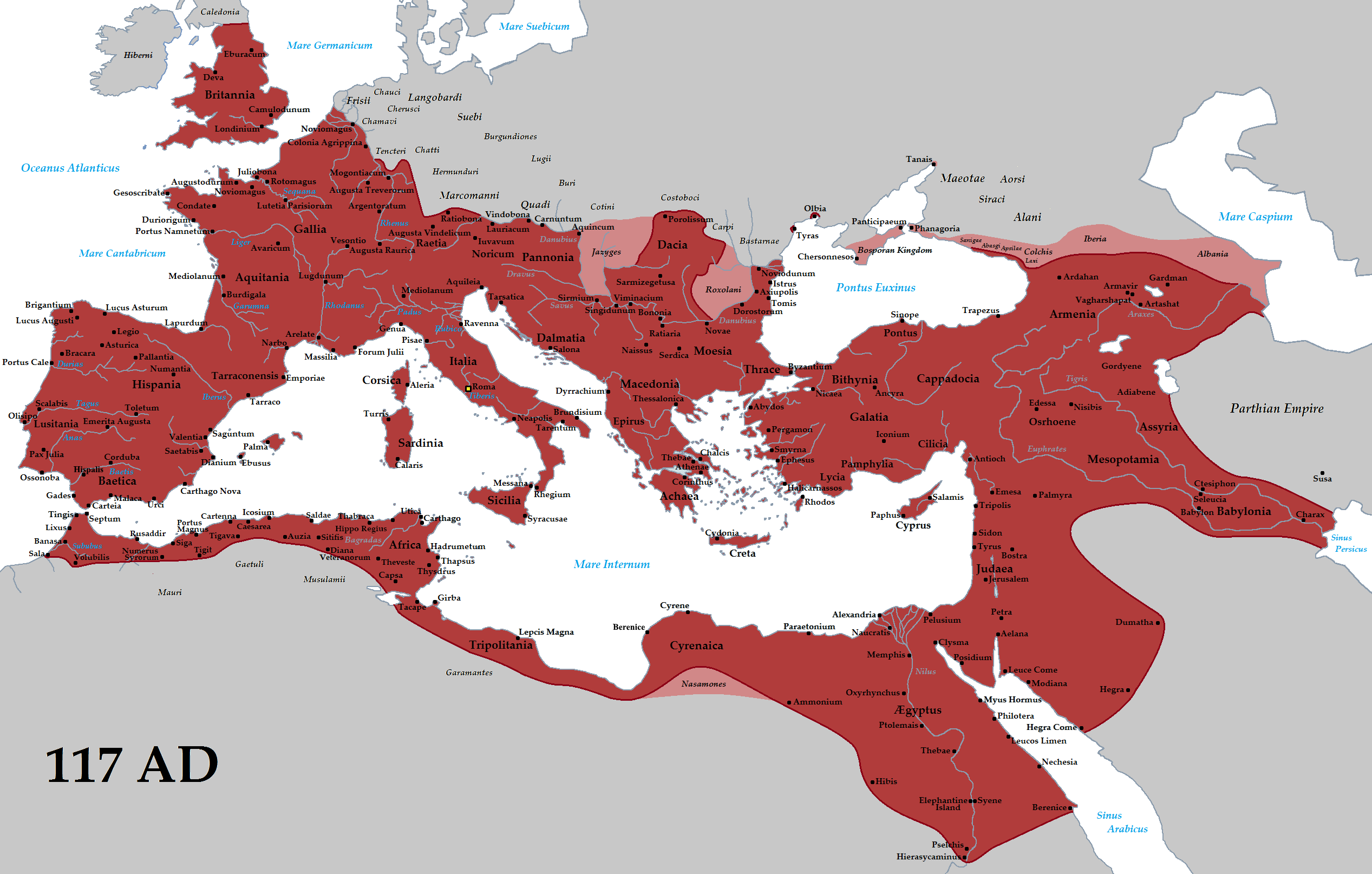
Most of Britain's territory came under the Roman Empire

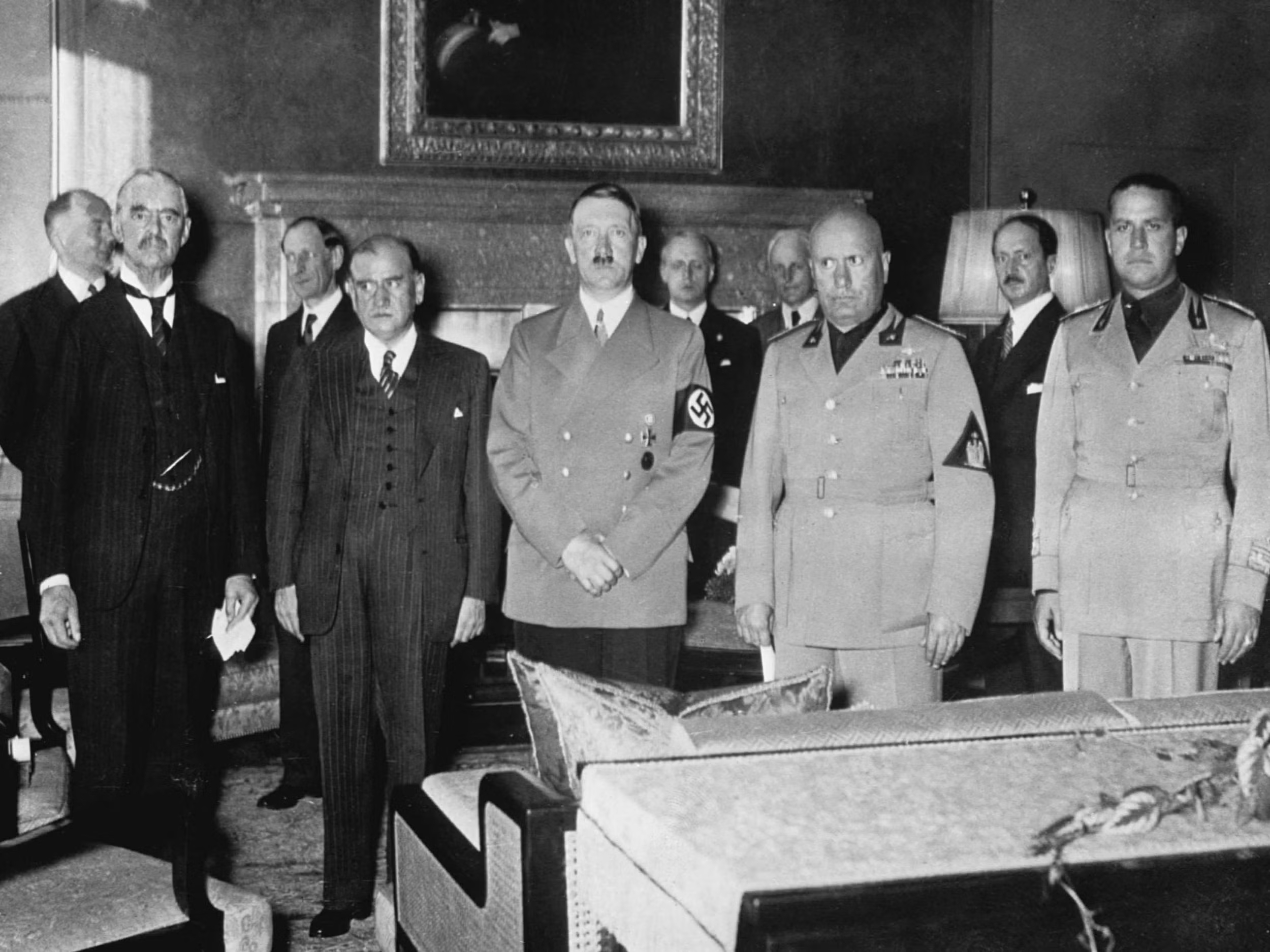
De izquierda a derecha, Chamberlain, Daladier, Hitler, Mussolini y el ministro de Asuntos Exteriores italiano, el conde Ciano mientras se preparan para firmar el Acuerdo de Múnich.

Las relaciones diplomáticas entre Gran Bretaña e Italia son anteriores tanto a las Británicas como a la Unificación italiana, con intercambios diplomáticos entre los Estados Pontificios e Inglaterra que se hicieron especialmente acaloradas durante la disputas de investidura entre los reyes William y Juan y sus respectivos arzobispos de Canterbury Anselmo y Langton. Esta última disputa terminó con el levantamiento de la excomunión de Juan a cambio de jurar su fidelidad al papado..
Más tarde, la Corte de Santiago acogió a los embajadores de varios estados de la península italiana, entre ellos los del Reino de Sicilia y el Piedma del conde Perron.
El gobierno británico prestó apoyo moral y diplomático al "Risorgimento" (Unificación de Italia) y a la creación del moderno Estado italiano, contra una considerable oposición internacional.  El famoso héroe de la unificación, Giuseppe Garibaldi fue ampliamente celebrado en Gran Bretaña, con un pico en 1861.

### SigloXX

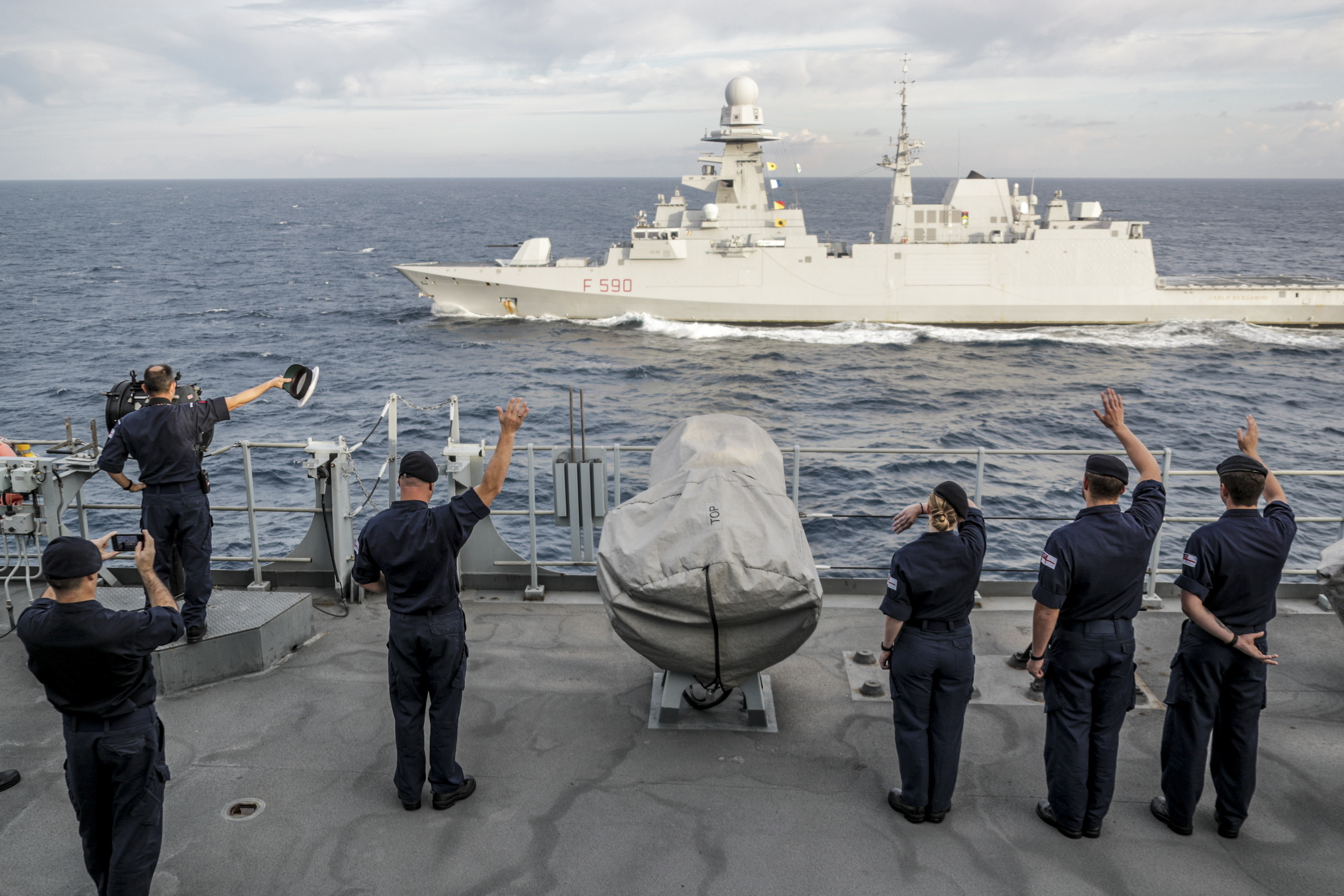
Crew of HMS Albion wave to Italian frigate Carlo Bergamini during exercise in 2020

Italia y Gran Bretaña concluyeron el Pacto de Londres y establecieron una alianza formal el 26 de abril de 1915. Tras esto, Gran Bretaña, Italia y el resto de las naciones aliadas ganaron la Primera Guerra Mundial. Durante esa guerra, el Inteligencia británica subvencionó el activismo de Benito Mussolini. Tras subir al poder con un programa fascista, Mussolini fue inicialmente complacido por Gran Bretaña, con el Pacto Hoare-Laval que aceptaba la expansión de la esfera de influencia de Eritrea italiana sobre todo el Abisinia (la moderna Etiopía). Sin embargo, la impopularidad del tratado forzó la dimisión de Hoare, y los futuros gobiernos británicos mostraron más oposición.
Debido al Pacto del Eje entre el Italia de Mussolini y la Alemania de Hitler, en 1940 Italia se unió a la Segunda Guerra Mundial del lado de Alemania. Así, Gran Bretaña e Italia estuvieron en guerra durante los primeros años de la década de 1940, hasta que la invasión aliada de Sicilia terminó con la derrota de Italia en 1943. El gobierno italiano derrocó a Mussolini en 1943 y firmó un armisticio con los aliados. Mientras tanto, Alemania invadió la mitad norte de Italia, liberó a Mussolini y estableció la República Social Italiana, un régimen títere que ayudó a Alemania a luchar contra los Aliados hasta que se derrumbó en la primavera de 1945.
En la actualidad, el Reino Unido e Italia mantienen una relación cálida y amistosa. [La reina Isabel II ha realizado cuatro visitas de Estado a la República Italiana durante su reinado, en 1961, 1980, 2000 y abril de 2014, cuando fue recibida por el presidente Giorgio Napolitano.

## Relaciones culturales
Entre 4 y 5 millones de turistas británicos visitan Italia cada año, mientras que 1 millón de turistas italianos visitan el Reino Unido. Hay unos 30.000 británicos viviendo en Italia, y 200.000 italianos viviendo en el Reino Unido.
En 2011, 7.100 estudiantes italianos estudiaban en universidades del Reino Unido, lo que supone la séptima cifra más alta entre los países de la UE y la decimoquinta a nivel mundial.
Se dice que el fútbol de asociación, en su forma moderna, fue introducido en Italia por expatriados británicos durante la década de 1880. El Genoa Cricket and Football Club, fundado por ingleses en 1893, se formó supuestamente como un club de cricket para representar a Inglaterra en el extranjero. Tres años más tarde, en 1896, un hombre llamado James Richardson Spensley llegó a Génova introduciendo la sección de fútbol del club y convirtiéndose en su primer gerente. Otros indicios sugieren que Edoardo Bosio, un trabajador mercantil de la industria textil británica, había visitado el Reino Unido y decidió introducir este deporte en su país. Regresó a Turín en 1887 y fundó el Torino Football and Cricket Club.

## Política
Ambos Estados son miembros de la OTAN, el Consejo de Europa, la Organización para la Seguridad y la Cooperación en Europa y el G7.

## Misiones diplomáticas residentes
- Italia tiene una embajada en Londres, un consulado general en Edimburgo y un consulado en Mánchester.
- El Reino Unido tiene una embajada en Roma, un consulado general en Milán y un consulado en Nápoles..

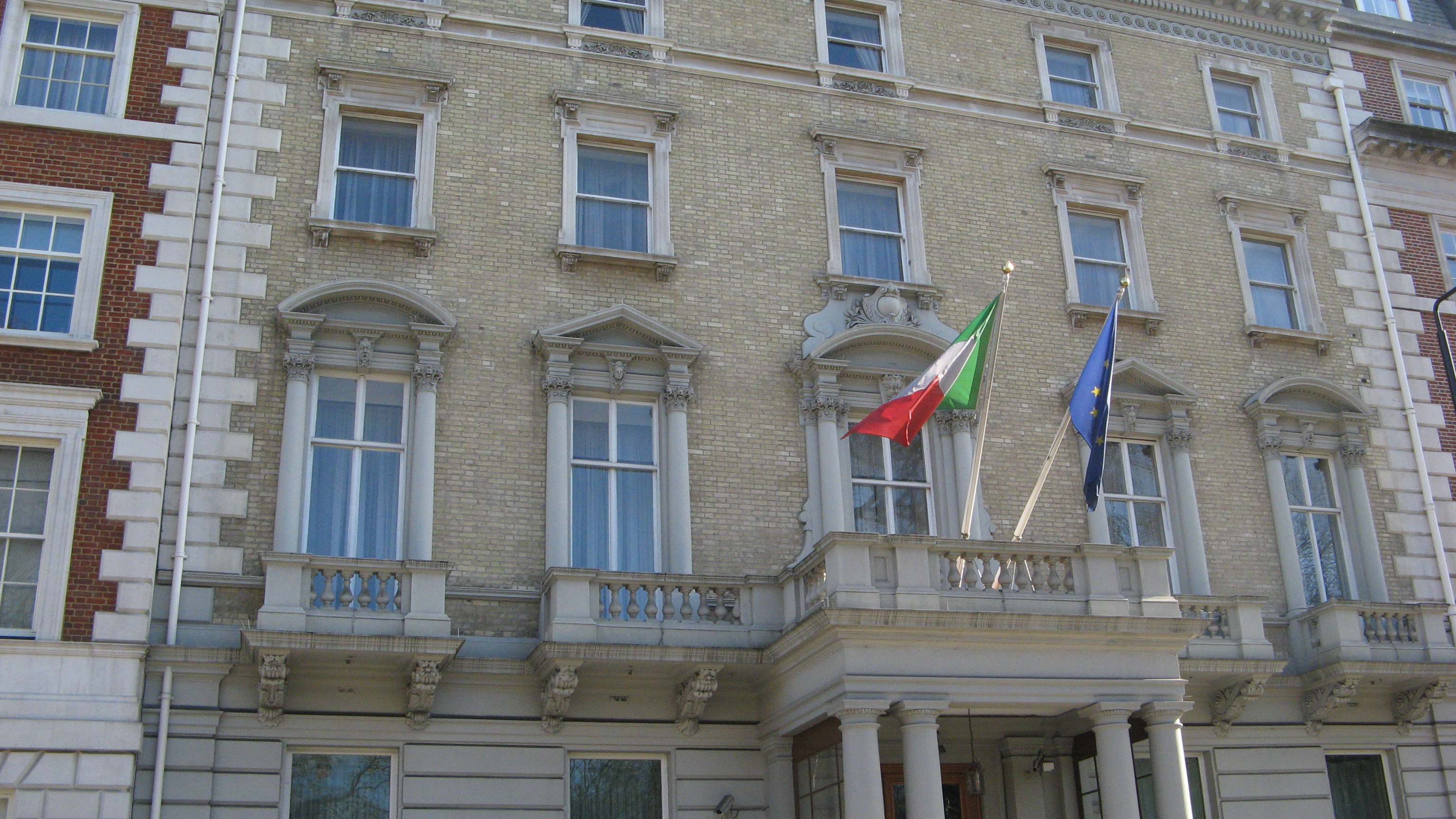
Embajada de Italia en Londres
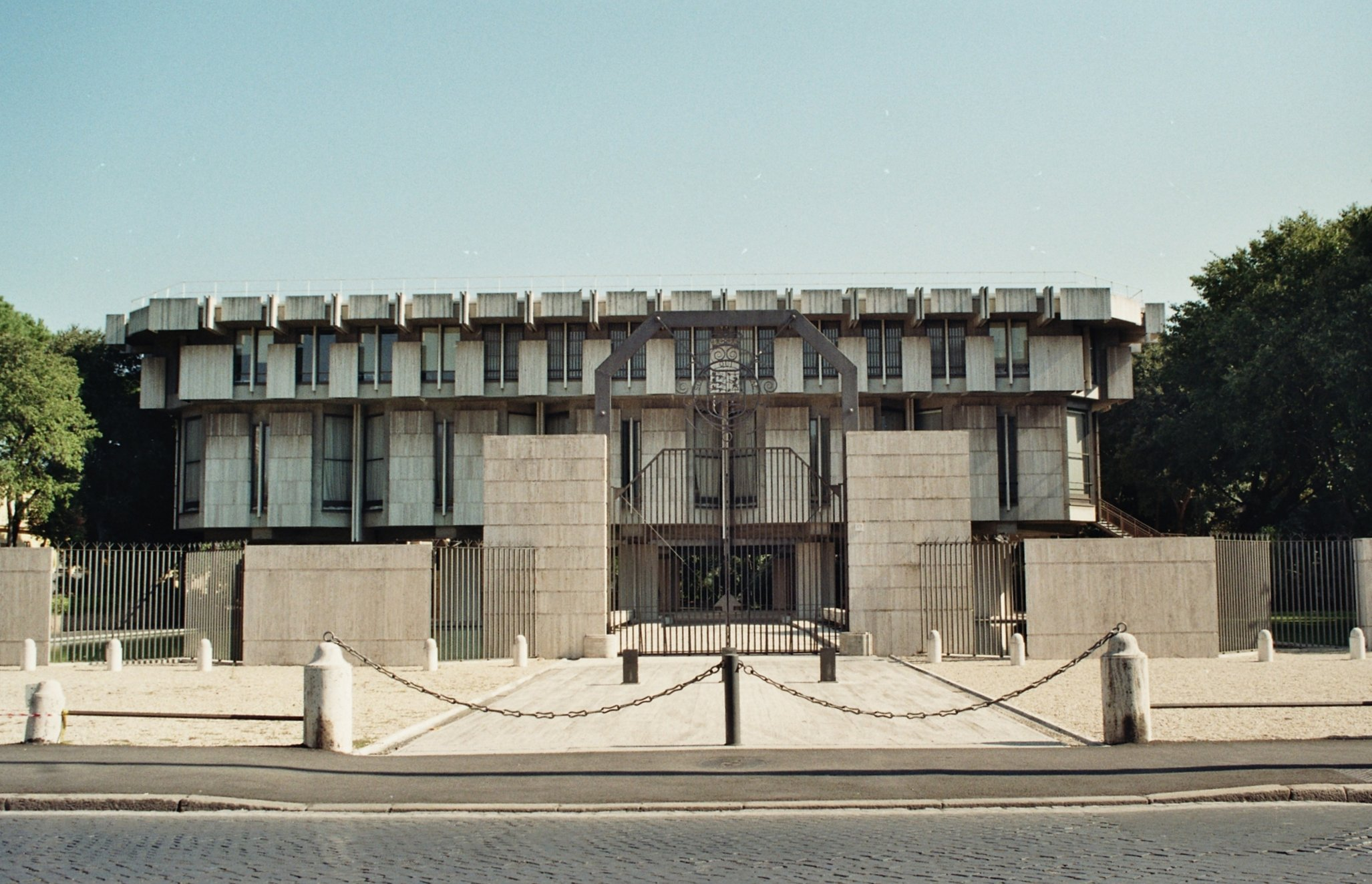
Embajada del Reino Unido en Roma